# Německá mužská florbalová reprezentace

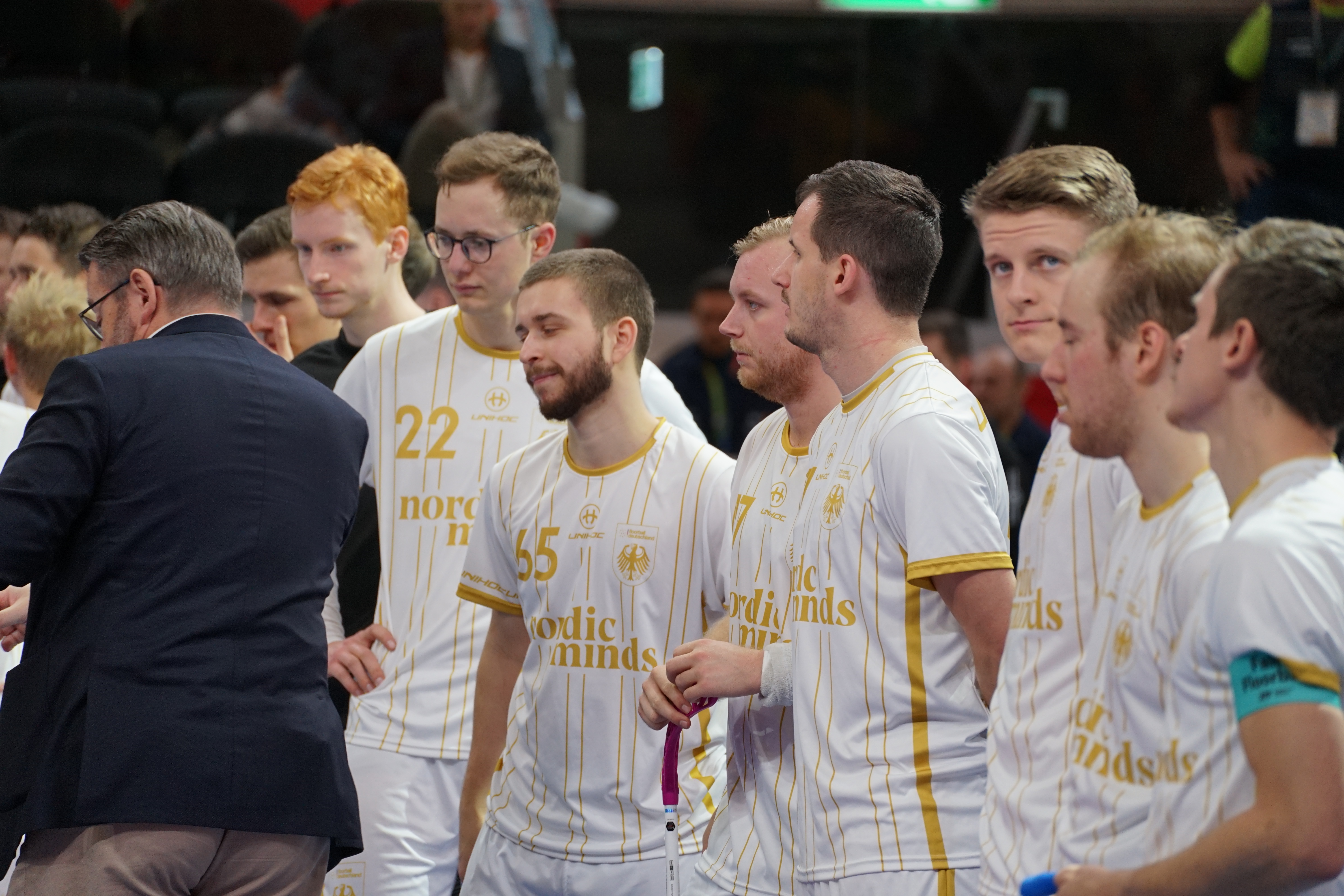
Německá florbalová reprezentace v zápase o páté místo na Mistrovství světa 2022

Německá mužská florbalová reprezentace je národní florbalový tým Nemecka.

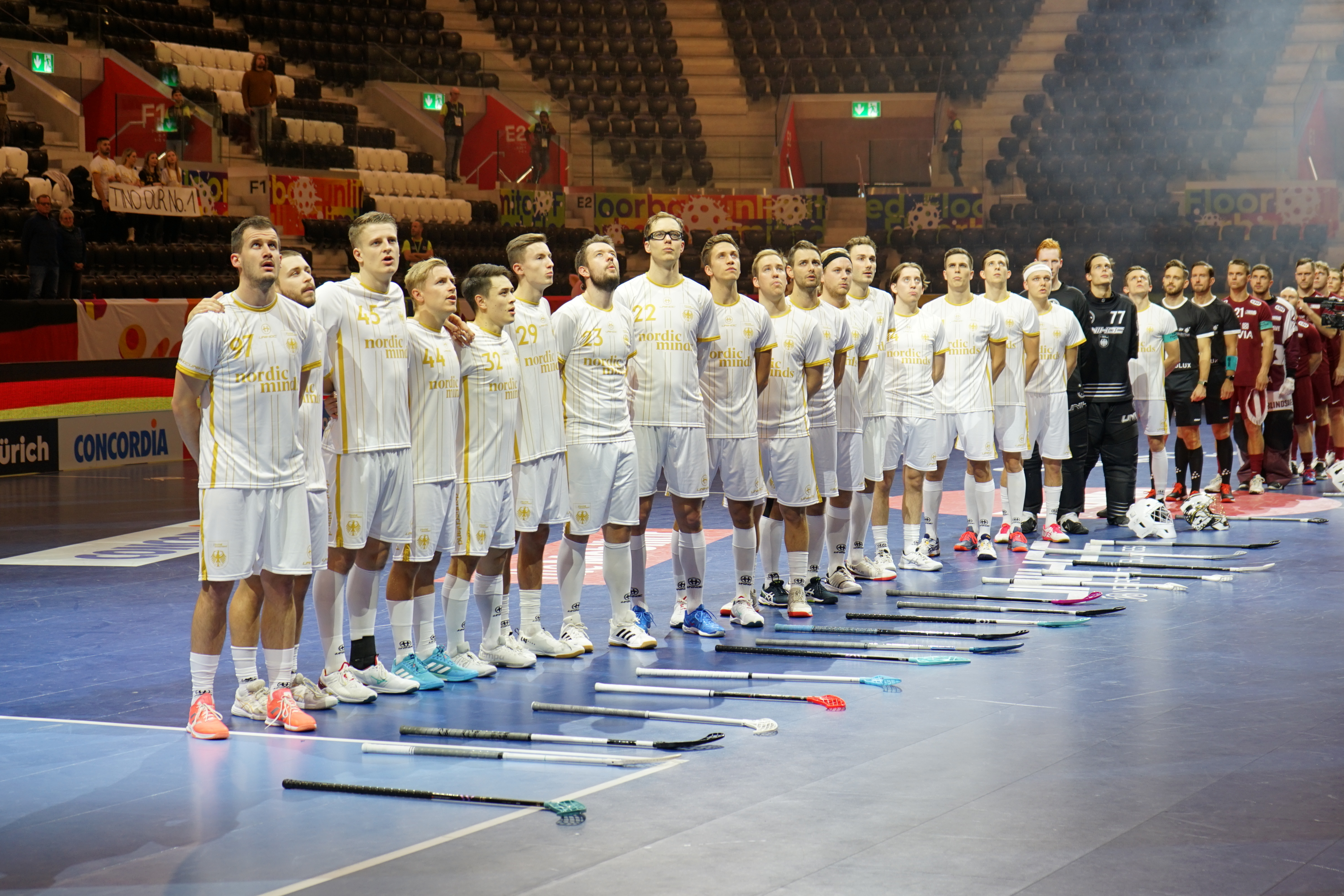
Německá florbalová reprezentace na Mistrovství světa 2022

Německý tým se poprvé zúčastnil druhého mistrovství Evropy v roce 1996 a po té hrál na všech následujících mistrovství světa (v letech 2000 a 2008 jen v divizi B).

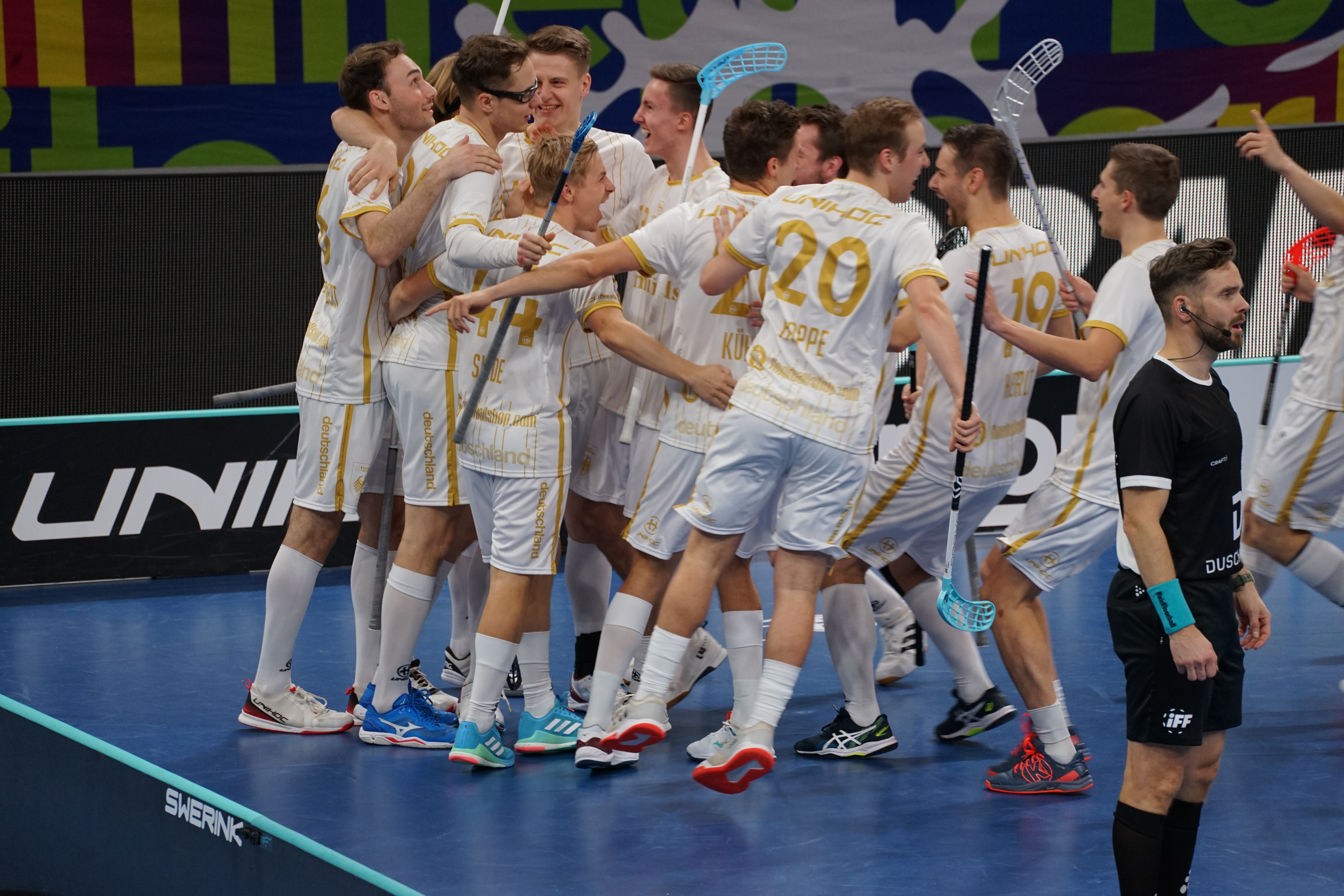
Němečtí hráči slaví v zápase proti Lotyšsku na Mistrovství světa 2022

Nejlepším výsledkem týmu je účast v semifinále a konečně čtvrté místo na Mistrovství světa v roce 2012. V žebříčku IFF je Německo sedmé (za Slovenskem a před Norskem) po osmém a šestém místě na šampionátech v letech 2024 a 2022.

## Bilance s Českem
K prosinci 2024 prohrálo Německo všech 16 vzájemných zápasů proti české reprezentaci.
Na mistrovství světa se tyto týmy střetli sedmkrát v základní skupině, naposledy v roce 2024. V play-off se nikdy nepotkaly. Přes stoprocentní neúspěšnost, Němci na svém nejúspěšnějším šampionátu v roce 2012 skončili o tři příčky nad českým týmem (pro který to bylo naopak nejhorší umístění).

## Umístění

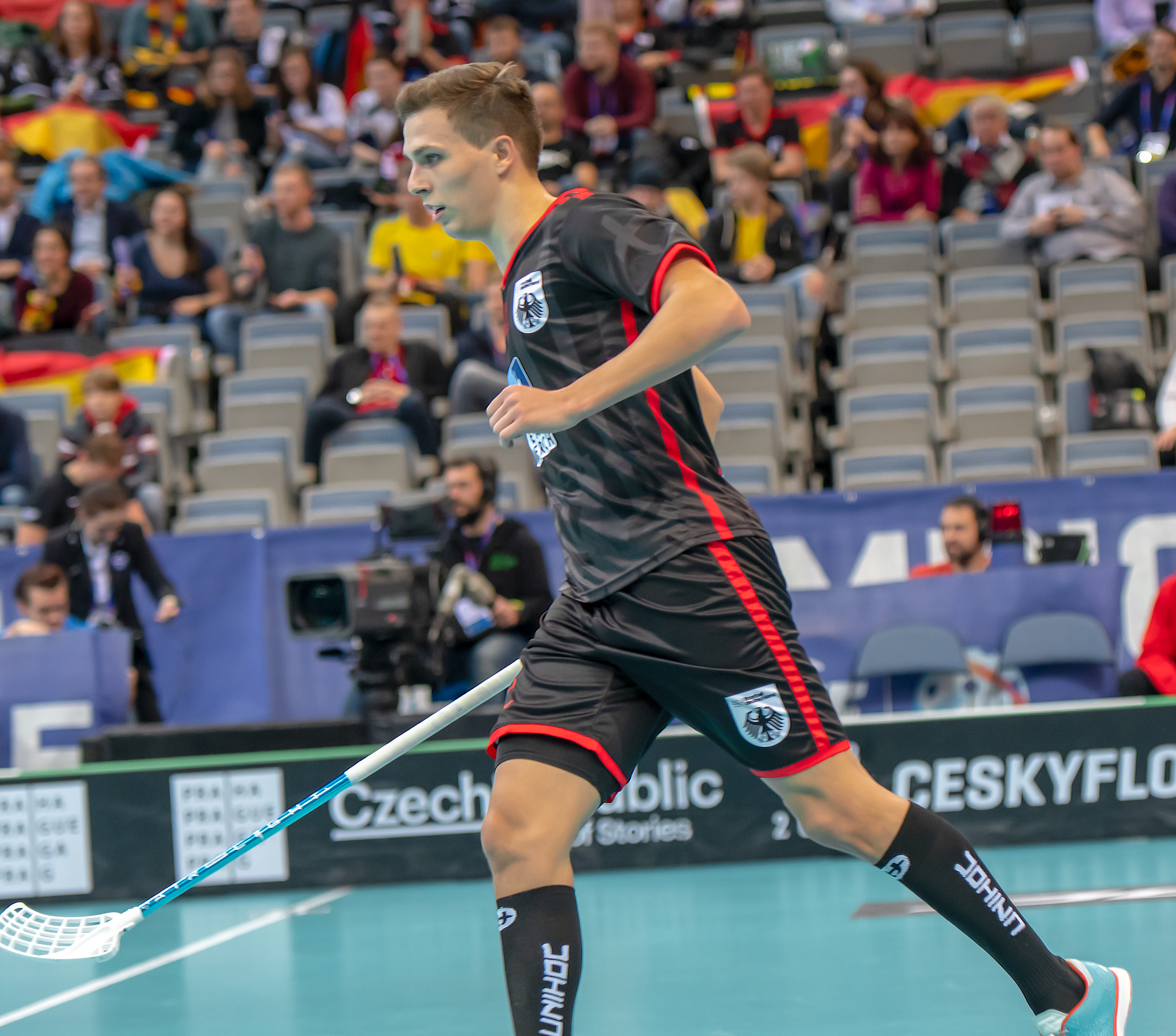
Hráč německé reprezentace na Mistrovství světa 2018

### Mistrovství Evropy

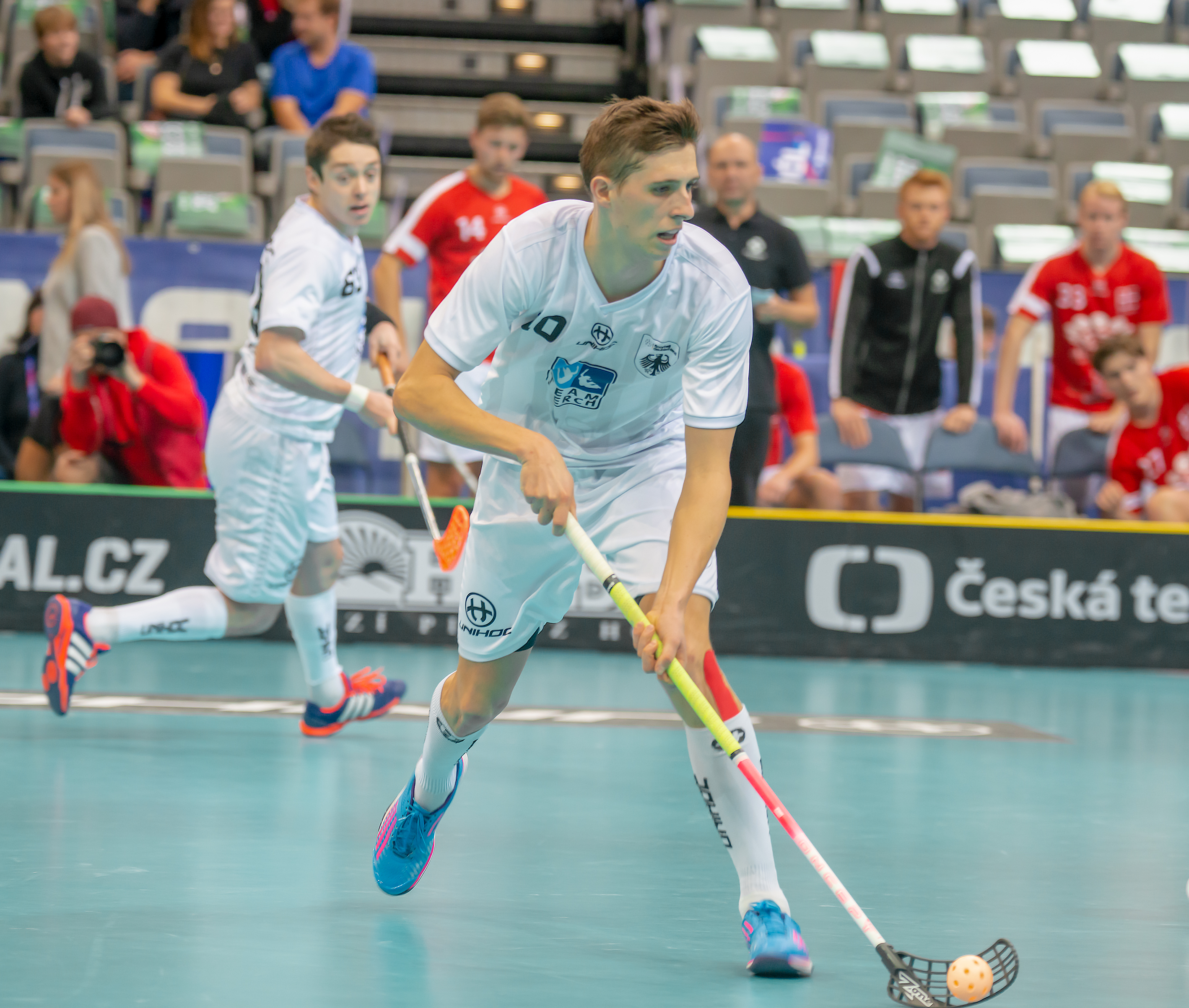
Němečtí hráči v zápase proti Dánsku na Mistrovství světa 2018

| Turnaj | Místo     | Umístění | Rozhodující zápas           |
| ------ | --------- | -------- | --------------------------- |
| 1995   | Švýcarsko | 11.      | poslední místo ve skupině A |

### Mistrovství světa
| Turnaj        | Místo     | Umístění | Rozhodující zápas |
| ------------- | --------- | -------- | ----------------- |
| 1996          | Švédsko   | 8.       | Dánsko 1 : 2      |
| 1998          | Česko     | 8.       | Rusko 2 : 6       |
| 2000 Divize B | Norsko    | 9.       | Rakousko 3 : 2    |
| 2002          | Finsko    | 8.       | Lotyšsko 5 : 6pp  |
| 2004          | Švýcarsko | 8.       | Rusko 5 : 10      |
| 2006          | Švédsko   | 10.      | Rusko 5 : 7       |
| 2008 Divize B | Česko     | 11.      | Polsko 11 : 7     |
| 2010          | Finsko    | 10.      | Polsko 5 : 6pp    |
| 2012          | Švýcarsko | 4.       | Švýcarsko 0 : 8   |
| 2014          | Švédsko   | 9.       | Slovensko 7 : 5   |
| 2016          | Lotyšsko  | 7.       | Estonsko 5 : 4    |
| 2018          | Česko     | 6.       | Lotyšsko 3 : 5    |
| 2020          | Finsko    | 9.       | Dánsko 6 : 3      |
| 2022          | Švýcarsko | 6.       | Lotyšsko 3 : 8    |
| 2024          | Švédsko   | 8.       | Norsko 5 : 12     |